# Trachionus kotenkoi
Trachionus kotenkoi är en stekelart som först beskrevs av Perepechayenko 1997.  Trachionus kotenkoi ingår i släktet Trachionus och familjen bracksteklar. Inga underarter finns listade i Catalogue of Life.